# Mufid Bey Libohova
Myfit Libohova, ou Mufid Bej Libohova (1876-1927), est un albanais, membre de la Commission internationale de contrôle régissant l'Albanie du 22 janvier au 7 mars 1914.